# Noordbuurt
Noordbuurt is een voormalige buurtschap in de gemeente Zoeterwoude (Provincie Zuid-Holland). Noordbuurt bestond uit lintbebouwing langs de Noordbuurtseweg, ten noorden van Zoeterwoude-Dorp gescheiden door de Wetering. Het raadhuis en de buurt Oud Raadwijk behoorden oorspronkelijk tot de buurtschap. Noordbuurt was de tegenhanger van Zuidbuurt. Door de uitbreidende van Zoeterwoude-Dorp groeide Noordbuurt aan het dorp vast. De laatste kaart die Noordbuurt nog als zelfstandige kern noemt stamt uit 1957. 
De postcode van Noordbuurt is 2381, de postcode van Zoeterwoude. 
Dorpen: Gelderswoude · Zoeterwoude-Dorp · Zoeterwoude-Rijndijk

Buurtschappen: Noord Aa · Miening · Weipoort · Westeinde · Zuidbuurt

Verspreide huizen: Geerpolder

Voormalige buurtschap: Hoogstraat · Noordbuurt 

Zuid-Holland: Steden en dorpen    Nederland: Provincies · Gemeenten